# Philipp Anton Bartsch
Philipp Anton Bartsch (ur. 12 grudnia 1742 we Wrocławiu, zm. 31 stycznia 1788 we Wrocławiu) – malarz niemiecki, aktywny głównie na Śląsku. 

## Twórczość artystyczna
Był synem malarza Philippa Bartscha. Tematyką jego prac były głównie krajobrazy oraz ilustracje ptaków i roślin; jest autorem ilustracji do pracy Antona Johanna Krockera (1744-1823) Flora Silesiana. Wiele jego prac posiadał królewski radca finansowy hr. von Reden. Jego prace przedstawiające śląskie zabytki stanowiły wzór dla powstających później rycin autorstwa Johana Balzera i Strahowskiego. Bartsch wykonywał również prace dekoracyjne, m.in. w rezydencjach rodu Hatzfeldów (Pałac Hatzfeldów we Wrocławiu) i Pachały (Pałac Wallenberg-Pachaly, plafon w Sali Owalnej) oraz w klasztorze Augustianów znajdującym się przy kościele Najświętszej Marii Panny na Piasku we Wrocławiu. 
- Widok Ślęzy od strony wsi Górki - 1780, Muzeum Ślężańskie w Sobótce;
- Pożar na Ostrowie Tumskim we Wrocławiu – po 1759, 43 × 55 cm, Muzeum Narodowe we Wrocławiu